# Baebang-eup
Baebang-eup (koreanska: 배방읍) är en köping i den centrala delen av Sydkorea, 90 km söder om huvudstaden Seoul.   Den ligger i kommunen Asan i provinsen Södra Chungcheong. I den nordöstra delen av Baebang-eup ligger järnvägsstationen Cheonan–Asan på höghastighetsjärnvägen Korea Train Express (KTX). Stationen betjänar kommunerna Cheonan och Asan.